# 1837 en photographie
| Années de la photographie : 1834 - 1835 - 1836 - 1837 - 1838 - 1839 - 1840    |
| Décennies de la photographie : 1800 - 1810 - 1820 - 1830 - 1840 - 1850 - 1860 |

Cet article présente les faits marquants de l'année 1837 en photographie.

## Événements
- Louis Daguerre qui poursuit ses recherches depuis 1835 sur les méthodes de développement et de fixation des images, parvient à les fixer avec de l'eau chaude saturée de sel marin.

## Photographies notables
- Louis Daguerre, L'Atelier de l'artiste, daguerréotype[1].

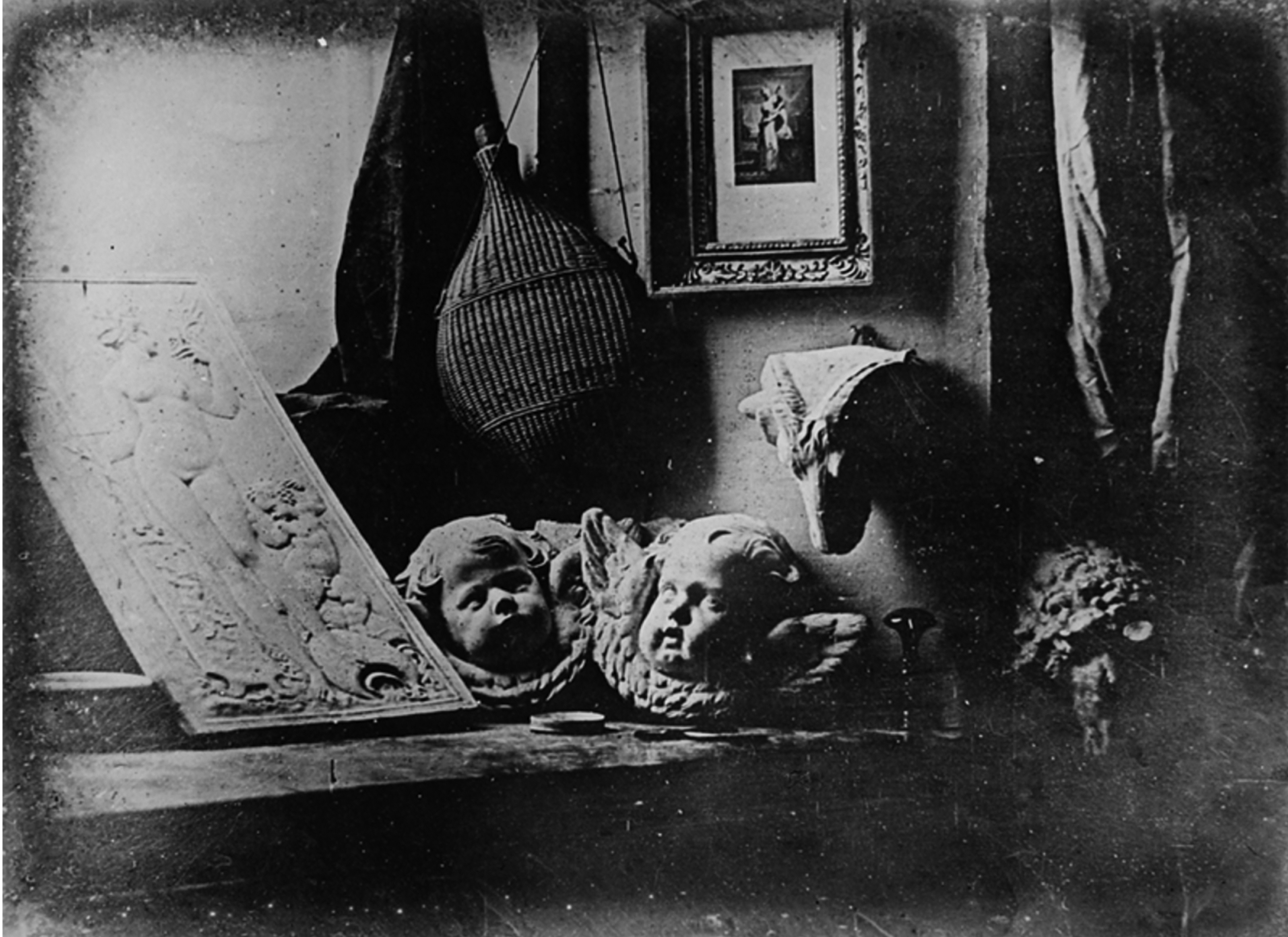
Louis Daguerre, L'Atelier de l'artiste, daguerréotype, 1837.

- Le daguerréotype dit Portrait de M. Huet est daté de 1837 et attribué à Louis Daguerre ; la question fait l'objet d'une polémique chez les spécialistes[2],[3],[4].

## Naissances
- 6 février : Charles Desavary, peintre et photographe français, mort le 10 juin 1885.
- 16 février : Georges Balagny, photographe français, mort le 17 décembre 1919.
- 18 février : Mathieu Deroche, peintre miniaturiste et photographe français, mort après le 18 février 1937.
- 7 mars : Henry Draper, médecin et astronome amateur américain, pionnier de l'astrophotographie, mort le 20 novembre 1882.
- 21 mars : Lydie Bonfils, photographe française, active au Moyen Orient, fondatrice avec son mari du premier studio photographique à Beyrouth, morte en 1918.
- 22 mars : Virginia de Castiglione, aristocrate piémontaise, photographe amateure, morte le 28 novembre 1899.
- 29 mars : Jakub Husník, peintre et professeur d'art austro-hongrois, inventeur d'une méthode améliorée de photolithographie, mort le 26 mars 1916.
- 6 avril : Eugène Cuvelier, photographe français, mort le 31 octobre 1900.
- 19 mai : Tomishige Rihei, photographe japonais, mort le 7 février 1922.
- 14 juin : John Thomson, photographe écossais, actif en Extrême-Orient, mort le 29 septembre 1921.
- 16 juillet : Andreï Kareline, peintre et photographe russe, mort le 13 août 1906.
- 24 juillet : Émile Schweitzer, peintre et photographe français, mort le 27 novembre 1903.
- 15 août : Ludwig Angerer, photographe austro-hongrois, mort le 12 mai 1879.
- 6 novembre : Louis-Prudent Vallée, photographe canadien, mort le 22 décembre 1905.
- 8 décembre : Louis Ducos du Hauron, inventeur français, l'un des inventeurs de la photographie en couleurs, , mort le 31 août 1920.
- 24 décembre : Louis De Clercq, industriel, homme politique et photographe amateur français, mort le 27 décembre 1901.
- Date précise non renseignée ou inconnue :
  - Amalia López Cabrera, photographe espagnole, morte vers 1899.